# RENFE serie 104
De serie 104 van het Fiat type Pendolino, ook wel Avant genoemd, is een vierdelige elektrische kantelbaktrein van de Spaanse spoorwegmaatschappij Red Nacional de los Ferrocarriles Españoles (RENFE) bestemd voor personenvervoer over lange afstanden.

## Geschiedenis
De vierdelige treinen zijn begin 1996 door RENFE besteld bij het consortium van Fiat, Siemens en ADtranz. Deze treinen zijn afgeleid van de Italiaanse kantelbaktrein ETR 460. Medio 2003 werden de eerste treinen afgeleverd.

## Constructie en techniek
Het treinstel is opgebouwd uit een aluminium frame met luchtgeveerde draaistellen en is uitgerust met kantelbaktechniek. Door deze installatie kan het rijtuig ongeveer 8° kantelen, wat gunstig is voor het comfort in bochten.

## Treindiensten
De treinen worden onder de naam Avant door RENFE ingezet op de volgende trajecten, die alle deel uitmaken van het Spaanse AVE-Netwerk:
- Madrid - Toledo
- Córdoba - Málaga
- Madrid - Puertollano
- Córdoba - Sevilla
- Madrid - Segovia
- Barcelona - Lérida
- Huesca - Zaragoza - Calatayud

De eerste vier lijnen rijden over de lijn Madrid-Córdoba-Sevilla/Málaga, de vijfde over de lijn Madrid-Valladolid en de twee laatste rijden over de lijn Madrid-Barcelona.